# Habitants de l'hôtel de Monaco
Ne doit pas être confondu avec Palais de Monaco ou Maison dite des princes de Monaco.
Pour un article plus général, voir Hôtel de Monaco.
L’histoire de l’hôtel de Monaco, à Paris, est architecturale[pas clair] et sociale. La présence de ses habitants et les évènements qui s'y déroulent témoignent de son époque.
Marie-Catherine Brignole garde le nom du prince de Monaco dont elle est nouvellement divorcée et demande en 1774 à Alexandre-Théodore Brongniart d’ériger un hôtel. Les différents occupants, qu'ils soient membres du corps diplomatique ou personnalité du régime, sont prestigieux. Leur présence témoigne des tourments de la Révolution française, de l’avènement de l’Empire puis de sa chute suivi d’une Europe différente.
En 1838, William Williams-Hope confie à Achille-Jacques Fédel, autre architecte, la construction d’un nouvel hôtel. Le lieu, richement décoré, accueille de grands noms de la finance puis de la haute société mondaine, avant d'être une galerie d'art hors du commun et enfin la propriété de la Pologne.

## Hôtel de Monaco

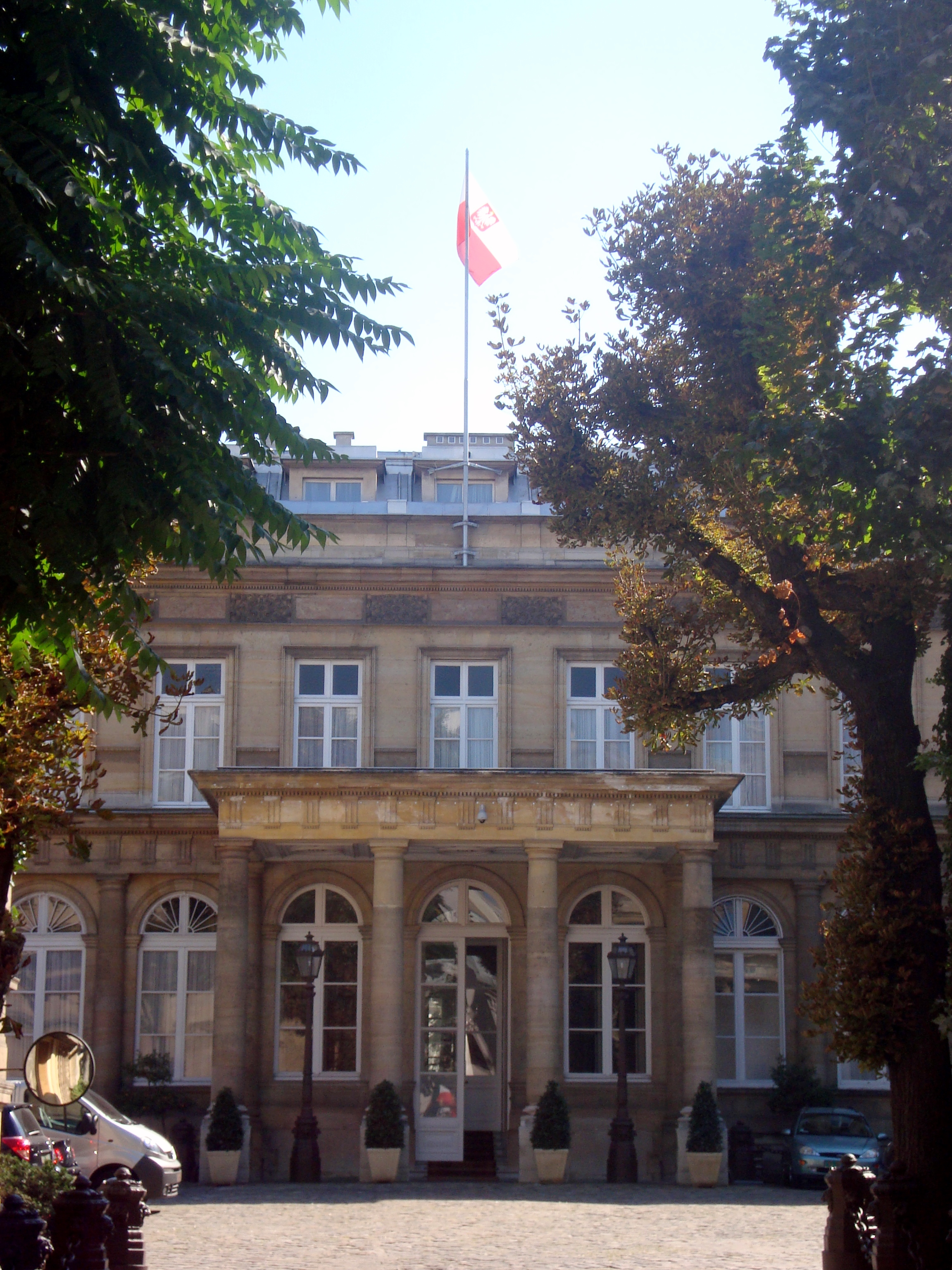
Façade sur cour de l'hôtel de Monaco (2010).

L’Hôtel de Monaco se situe rue Saint-Dominique à proximité de l'esplanade des Invalides dans le 7e arrondissement de Paris.
Marie-Catherine Brignole lance le projet en 1774.
Alexandre-Théodore Brongniart architecte du futur palais de la Bourse – devenu palais Brongniart – conçoit, pour cet édifice néo-classique, un plan original. Le bâtiment avec ses deux ailes très discrètes, qui rompent l'ensemble, parait de forme de rectangulaire. Tel une villa italienne il le dispose au milieu d’un îlot de verdure. La façade sur cour avec ses colonnes d’ordre toscan comprend aussi un péristyle semi-circulaire pour accueillir le visiteur. Sur le jardin la façade est agrémentées par des colonnes d’ordre colossal cannelées. La distribution intérieure est plus conventionnelle avec une répartition des pièces en deux longueurs sans axe traversant. Les unes donnent sur cour, les autres sur jardin. Le décor est raffiné.
En 1838, William Williams-Hope rachète l’ensemble et le fait démolir en très grande partie.
Achille-Jacques Fédel construit un autre hôtel. Le bâtiment, toujours néo-classique, plus long possède deux ailes en retour qui ferment la cour. La façade sur cour, dont tout balustre a disparu, est toujours ornée de colonnes d’ordre toscan. En son centre le péristyle devient rectangulaire. Les proportions changent totalement de la précédente construction. La façade sur jardin se modifie également puisque les colonnes disparaissent. Le jardin est agrandi. La distribution intérieure reste la même au rez-de-chaussée qui reçoit les appartements. Un escalier magistral, auquel on accède par l’aile ouest, conduit à l’étage. Ce dernier, dans un décor très riche, est le siège des pièces de réception.

## Habitants du premier hôtel

### Commanditaire

#### Princesse de Monaco

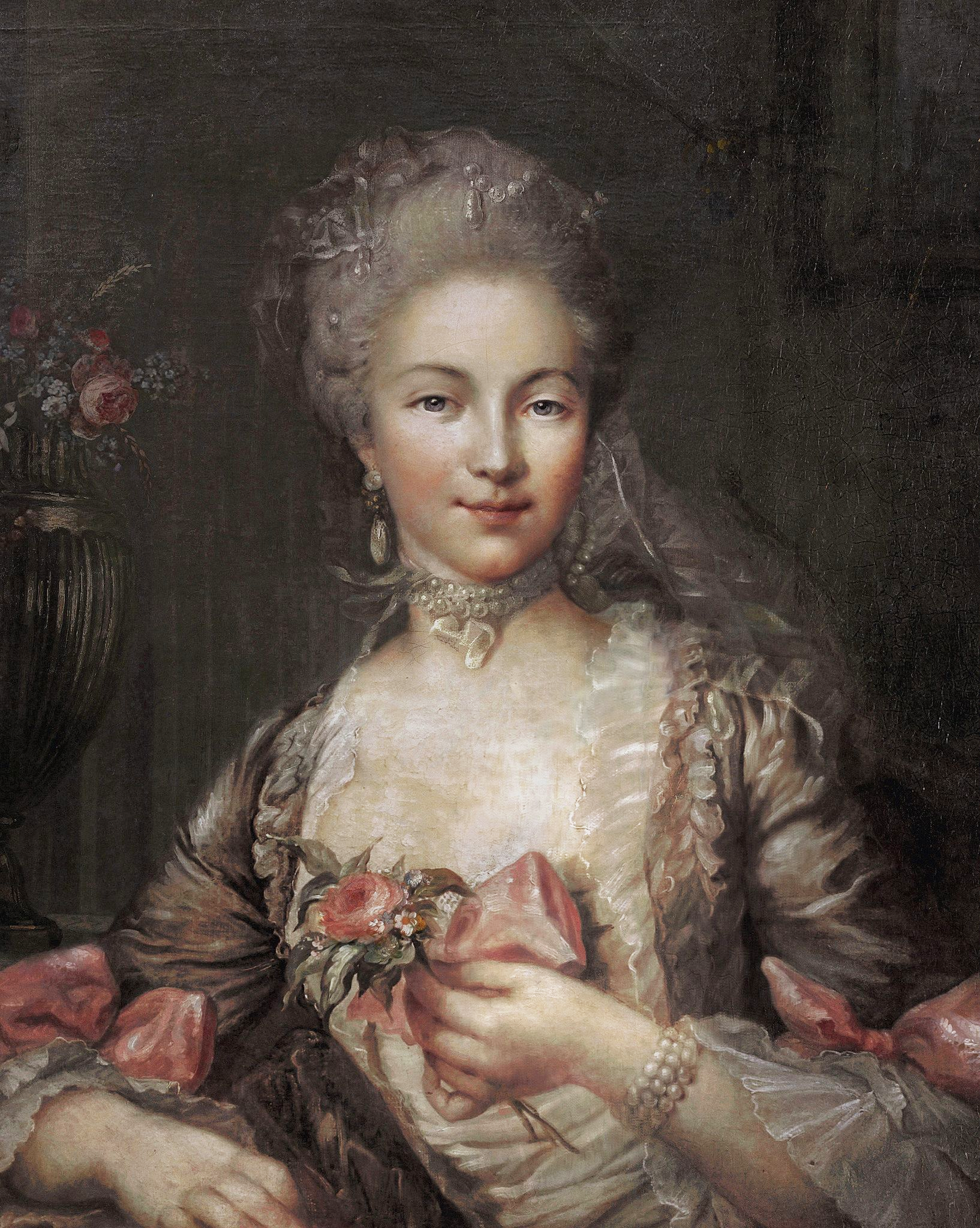
Marie-Catherine Brignole, princesse de Monaco.

Marie-Catherine Brignole, génoise hautement née, appartient à la famille Brignole. Elle a fait construire l’hôtel de Monaco.
Ses parents, le marquis Giuseppe Brignole et Anna Balbi, la font baptiser le 17 septembre 1739. Elle grandit dans le Palazzo Rosso au milieu d’une fabuleuse collection d'œuvres de Strozzi, Le Guerchin, Rubens, Carrache, van Dyck, Andrea del Sarto, Bruegel , etc. Ceci a pu contribuer à son goût raffiné. Plus tard elle fréquente les salons parisiens qui remarquent sa beauté, sa culture et son caractère posé.
Le prince Honoré III de Monaco, initialement amant de sa mère, se tourne vers la fille. Malgré un père au début opposé, elle tient son engagement écrit du 29 novembre 1755 et se marie à Gênes par procuration le 15 juin 1757 et à Monaco le 5 juillet suivant. Elle porte alors, comme princesse consort, le titre de princesse de Monaco.
La présentation à la cour de France se réalise le 23 novembre 1761 aux eaux de Plombières. Sa prestance, sa beauté, ses propos assurés sans hauteur assurent son triomphe. À ce moment le prince de Condé, prince du sang, la voit pour la première fois. Cependant son mari la délaisse. En 1767, Condé reçoit la Cour pendant quinze jours. Le prince de Monaco déjà soupçonneux se montre alors démesurément jaloux et violent. Finalement de façon plus frivole, elle fréquente la haute société et tous s’accordent sur son esprit et sa beauté. Ainsi Horace Walpole mentionne dans ses écrits qu’il s’agit « de la plus jolie femme de France ». Se confirme l’idylle avec le prince de Condé. Le mari, décrit comme volage et brutal, s’apprête à emmener de force son épouse et à la maintenir dans les limites de Monaco. Elle intente alors un procès mais peu de temps avant le verdict les magistrats qui s'opposent à Louis XV cessent de siéger. Son amant intervient auprès d'eux et ils reprennent leurs travaux. Le 31 décembre 1770, le parlement de Paris unanime décide de « « la séparation de corps et d'habitation », faisait défense au Prince « de plus hanter ni fréquenter son épouse, ni d'attenter directement ou indirectement à sa liberté», ordonnait la restitution intégrale de la dot ». Fortunée et libre, à l’âge de trente-deux ans elle apparait « belle encore, surtout par la fraicheur ; son visage était trop large et ses traits aplatis ».
En 1774, habitant un hôtel du faubourg Saint-Honoré, elle fait construire près du palais Bourbon, propriété et résidence du prince de Condé, son amant, un hôtel particulier qui porte alors le nom d'hôtel de Monaco. Le 4 juillet 1777 l'architecte-expert Sébastien-Jean Duboisterf procède à la réception des travaux, estimés à deux-cent-quatre-vingt-treize-mille-six-cent-trois livres.
Son temps se partage entre cette demeure, la résidence parisienne et le château de Chantilly de Condé. Puis, en 1785 environ, elle fait construire le château de Betz, sa campagne. Le 15 juillet 1789, bien qu’étrangère donc ne craignant rien du gouvernement français, elle quitte définitivement l'hôtel de Monaco pour fuir le royaume de France avec son amant,,.

### Occupants

#### Ambassade du Royaume de Grande-Bretagne

Armoiries du Royaume de Grande-Bretagne.

Le 25 août 1790, le nouvel ambassadeur du Royaume de Grande-Bretagne, Lord George Leveson-Gower et son épouse Lady Sutherland louent les grand et petit hôtels à la Princesse. Le lieu est si agréable qu'ils le mentionnent dans leur correspondance.
Le lendemain de la journée insurrectionnelle du 10 août 1792, William Huskisson peut en tant qu’étranger se risquer dans Paris pour en connaitre les nouvelles – prise du palais des Tuileries, massacre des gardes Suisses, et refuge de Louis XVI à l’Assemblée. En rentrant, il découvre dans ses appartements de l’Ambassade, le marquis de Champcenetz, gouverneur des Tuileries. Celui-ci a échappé à la foule en sautant d’une fenêtre et en progressant de nuit jusqu’à l’ambassade de Grande-Bretagne où il s’est fait admettre en se faisant passer pour un Anglais. Ce réfugié crée une situation très embarrassante : son secours à titre humanitaire s’oppose au respect de la neutralité. Pour ne pas risquer de déclencher de conflit entre la France et la Grande-Bretagne sa présence reste secrète. Huit jours plus tard sa fuite est effective.
Le 17 août 1792, restant neutre et refusant d'interférer dans les affaires intérieures de le France, George III déplore toutefois le sort réservé à Louis XVI – suspendu et assigné à la Tour du Temple – et rappelle son ambassadeur. Lebrun, ministre des affaires étrangères du Conseil exécutif provisoire, regrette alors par missive, qu'il rend publique, cette attitude. Ce n'est que le 28 août 1792 que l'Ambassadeur quitte sa résidence enfin muni d'un passeport en règle. Le 4 septembre Londres s'inquiète toujours de son retour.
Puis l'ambassade donne son congé le 28 janvier 1793.

#### Administrations révolutionnaires
L'hôtel et le terrain sont confisqués comme bien d'émigré, conformément au décret du 30 mars 1792.
En 1793, le jardinier restant réclame en vain ses gages à l'Administration des domaines. Devant l'abandon du jardin, au printemps 1794, un citoyen indique : « je crois pouvoir faire la proposition de maître [sic] en valeur le jardin de la ci-devant princesse Monaque [sic], qui n'est dans le moment qu'un gazon de volupté! ».
En janvier 1793 le Comité de guerre se sert du petit hôtel de Monaco comme dépôt de la Légion germanique qui stationne à Fontainebleau. Ce corps, constitué le 4 septembre 1792 de soldats initialement germanophones, est dissout le 22 juin 1793,.
Par décret du 12 germinal an II (1er avril 1794), l'Assemblée dissout le Conseil exécutif provisoire. Ceci amène la disparition des ministères dont celui l'Intérieur. Le Comité de salut public attribue l'hôtel le 15 avril 1794 à la Commission des secours publics, mais le 21 avril 1794 il lui préfère la Commission des travaux public, également issue du ministère l'Intérieur. Finalement, le 6 mai 1794, il retient sa première décision. Le 7 janvier 1795, la Commission des secours publics y ramène ses services pour libérer la totalité de l'hôtel d'Avrey destiné à l'Agence des hôpitaux militaires. Le 11 juin 1797 le ministère de l'Intérieur déménage certains de ses bureaux qui gagnent la maison de l'Université pour libérer l'hôtel.

#### Ambassade de la Sublime Porte ottomane

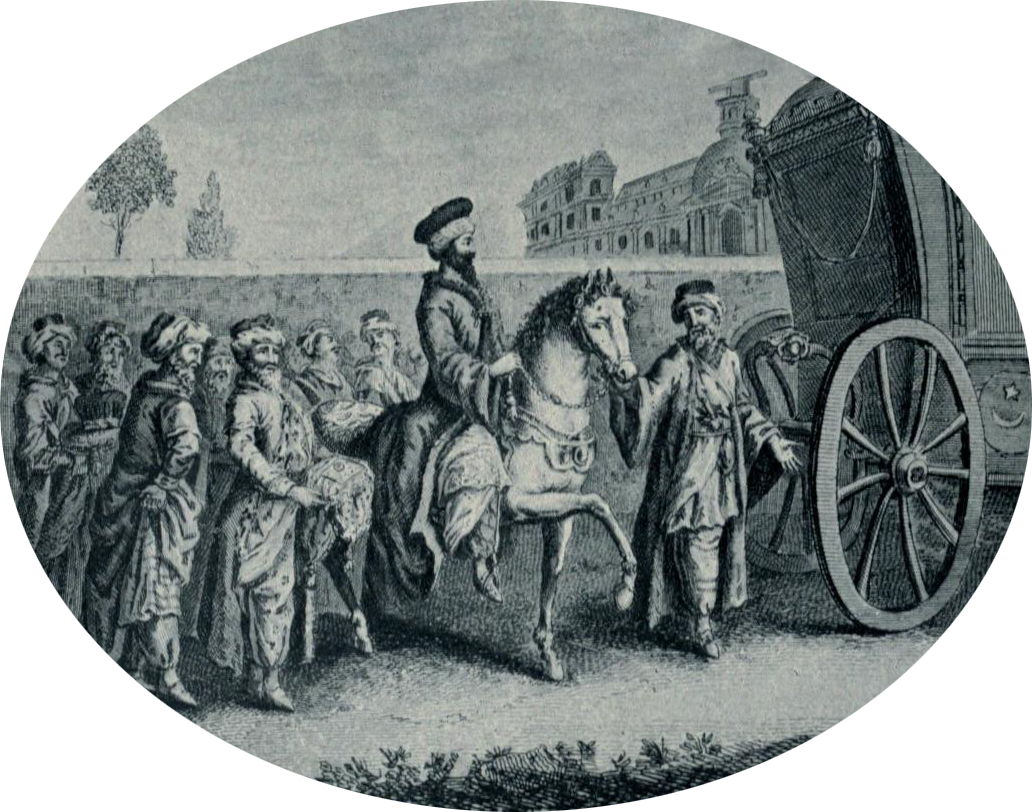
Seyyid Ali Efendi se rendant au palais du Luxembourg le 10 thermidor an V.

Le 13 juillet 1797, l’ambassadeur de la Sublime Porte ottomane, Moralı Seyyid Ali Efendi, envoyé de Sélim III, s'installe à l’hôtel de Monaco.
Le Directoire souhaite établir des relations diplomatiques avec la Sublime Porte pour que soit reconnu le rang de la République française. Les conditions d'accueil et d'hébergement de l'ambassadeur ont fait l'objet de négociations et ont abouti au décret du 12 avril 1797. Ainsi celui-ci est, de façon inhabituelle, logé gratuitement. La mise en état du lieu laissé intact par les révolutionnaires ne nécessite que douze-mille francs. Le général Aubert du Bayet a également exposé que « le logement appartenant à la République, il serait beaucoup plus facile de surveiller les ennemis et les malveillants », à ce titre est également mis à disposition un portier payé par la République.
Une haie d’honneur de cent hommes accueille son Excellence dans la cour. Elle visite les lieux, s’en trouve satisfaite et décide d’occuper tout l’hôtel et une pièce du pavillon donnant sur la rue Saint-Dominique. Sa suite occupe le restant. La remise des lettres de créance se fait le 28 juillet 1797 avant la célébration de la fête de la Liberté au cours d'une cérémonie fastueuse. Puis il est remarqué avec « sa barbe, son turban et sa pipe [« de cinq pieds et onze pouces »], ses allures plus ou moins sultanesques ». Paris est envahi par une turquomanie. Les femmes se parent « de chapeaux turbans, de bonnets turcs, de robes à la turque et à l’odalisque », elles portent des éventails à l’effigie de son Excellence. Cet intérêt ne dure que quatre semaines. Alors « le Directoire redoubla de prévenances à son égard et l’hôtel de Monaco connut des heures brillantes ». Le général Bonaparte, prestigieux signataire du traité de Campo-Formio, lui rend visite en décembre 1797. Il s’agit surtout d’endormir ses inquiétudes concernant l’Égypte dont la Sublime Porte est suzeraine. Surviennent « les coups d’hostilité portés contre l’Égypte », qui sont motif de déclaration de guerre signifiée par Seyyid Ali Efendi le 8 novembre 1798. Le personnel diplomatique français est alors retenu en otage à Constantinople. Sa libération est subordonnée à la sortie de l’ambassadeur de la Sublime Porte jusqu’aux limites des États du Sultanat.Talleyrand ne délivre aucun passeport de sortie du territoire. L’ambassadeur est retenu par les Français. Cependant « l’hôtel de la rue Saint-Dominique est resté à sa disposition. ».
Dans ce contexte, le petit hôtel, qui sert de garde-meuble à l'ambassade, est attribué au Département de la guerre « pour loger des troupes stationnées à Paris, les bâtiments de l'École militaire étant insuffisants ».
Puis vient la paix. Un préliminaire est signé le 9 octobre 1801 par le Ministre des Affaires extérieures de la République et celui qui est devenu l’ex-ambassadeur de la Sublime Porte comme il se nomme. Mais cet accord est désavoué par son gouvernement. Puis il est exclu de la réunion qui aboutit à la paix d'Amiens et ainsi ne peut pas y inclure son pays. Il tombe alors en disgrâce. Il ne participe pas à la signature de paix entre son pays et la France. Trois semaines après cet acte, donc après cinq ans de résidence en partie forcée à l'hôtel de Monaco, Seyyid Ali Efendi quitte Paris.
Esseid Mohamed Seid Ghalib Effendi, envoyé extraordinaire, conduit à l’hôtel de Monaco le 1er juin présente des lettres de créance le 4 juin 1802. Il signe la paix avec le premier consul le 25 juin 1802,. Son retour à Constantinople est effectif le 19 décembre 1802. Après son départ, seul demeure à l’hôtel de Monaco un chargé d’affaires.
Le 22 septembre 1803, l'ambassadeur Mehmed Sait Halet Effendi arrive à l’hôtel de Monaco. Dans les quarante-huit heures suivantes il présente ses lettres de créance et offre de somptueux présents aux dignitaires. Sa venue est considérée comme le dernier succès du général Brune ambassadeur de France auprès de la Sublime Porte. Durant cette ambassade les relations entre les Empires français et ottoman se sont refroidies. Le 21 septembre 1806 il présente ses lettres de récréance à l’Empereur.
Seyyid Abdurrahim Muhib Efendi est envoyé comme ambassadeur extraordinaire par la Sublime Porte ottomane. Parti de Constantinople le 15 mai il arrive à Paris le 20 mai 1806. Escorté depuis l'hôtel de Monaco en grande cérémonie, il présente le 5 juin 1806 ses lettres de créance. Celles-ci sont importantes car la Sublime Porte reconnait officiellement les titres de İmparator et Padişah, deux ans après le sacre de Napoléon Ier.
Une ambassade est envoyée auprès de Napoléon Ier pour conclure un traité d’alliance. Seyyid Mehemmed Emin Vahid Efendi quitte Constantinople le 17 décembre 1806 et rencontre l’Empereur devant Dantzig le 2 juin 1807. Tenu éloigné, il ne participe pas au traité de Tilsit. Puis il arrive le 24 septembre à Paris. Après deux semaines d’attente, le 13 octobre 1807 il remet à Napoléon à Fontainebleau la lettre qui indique l’avènement du nouveau sultan Moustapha IV. Au cours de cette audience il ne peut pas mener à bien sa mission première et évoquer le traité franco-turc. Il quitte l’hôtel de Monaco le 18 octobre et rentre en décembre 1807 à Constantinople « après un an d'épreuves difficiles et inutiles » selon une chronique turque.
Le 1er novembre 1807 Muhib Efendi, ambassadeur confirmé par le nouveau sultan auprès de Sa Majesté l'Empereur et Roi, présente de nouvelles lettres de créance. L'ambassade déménage pour l’hôtel de Bernage en 1808.

#### Prince d'Eckmühl

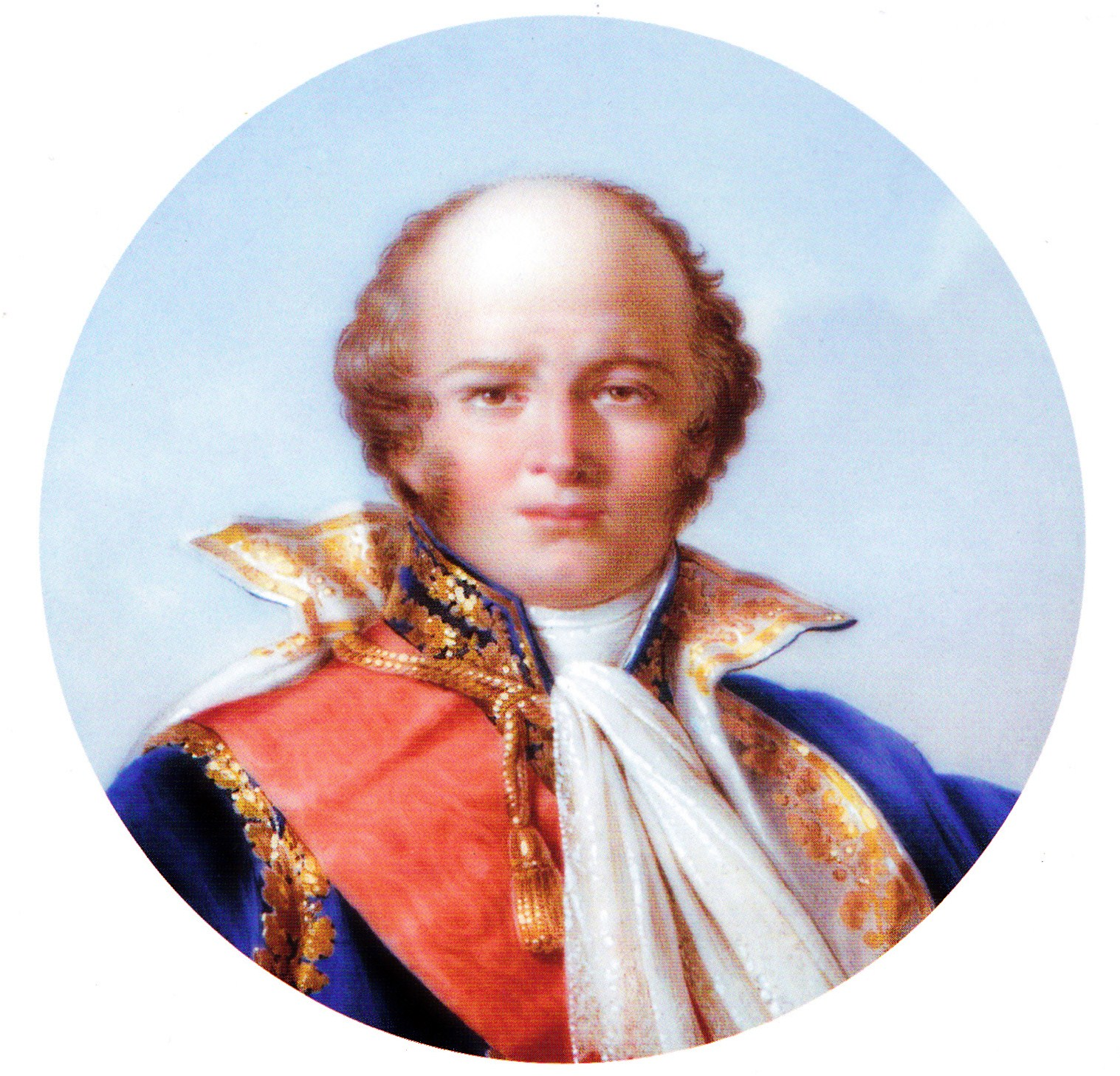
Louis Nicolas Davout, maréchal de l'Empire, duc d'Auerstaedt et prince d'Eckmühl.
Peint par Jean-Baptiste Isabey (1810).

À la suite du coup d'État du 18 brumaire, Bonaparte fait voter la Loi du 1er nivôse an VIII qui attribue « le domaine national  de Crosne, département de Seine-et-Oise, ou tout autre équivalent » à Sieyès comme récompense nationale. Après une telle acceptation Sieyès est déconsidéré. De surcroît la propriété s’avère indisponible. Alors, comme le prévoit cette Loi, le bénéficiaire procède à un échange et l'arrêt du 9 floréal an VIII stipule que « […] 1re La ferme de la Ménagerie […] 2e La maison occupée par la régie des douanes […] 3e La maison Monaco, rue Dominique, faubourg Saint-Germain, occupée par l’ambassadeur ottoman […] le mobilier national qui garnit l’hôtel de Monaco… » lui sont accordés. L'hôtel est estimé à quatre-vingt-mille francs et le mobilier à trente-mille francs. Un notaire acte le 18 thermidor an VIII. Ces biens semblent largement sous-estimés et le comte Choiseul-Gouffier, contemporain qui plaide pour  que lui soit rendu sa maison donnée au sénateur, indique que « cet hôtel ne pouvait être évalué moins de cent-mille écus, ».
Sieyès souhaite prendre possession de son bien au terme fixé soit un an après la donation en avril 1801, ou plus tôt si l’ambassade libère les lieux. En fait Talleyrand laisse l’ambassadeur en place. Le diplomate écrit au ministre des Finances que vu l'actuel conflit mené en Égypte mieux vaut procéder à un simple inventaire des lieux, alors que « procurer un autre logement ce serait lui donner une marque publique de bienveillance que les circonstances actuelles et la nature de nos relations avec la Turquie ne comportent point ». En ventôse an XIII, le ministère des Affaires étrangères rachète à Sieyès un hôtel qu'il n'a jamais occupé. Il le destine aux ambassadeurs extraordinaires.
Le 12 janvier 1808 sur ordre de Napoléon Ier, le maréchal d'Empire, Davout achète l'hôtel ainsi que deux lots qui étendent le jardin du côté de la rue de Grenelle – ces terrains confisqués, à la Communauté des filles pénitentes de Sainte-Valère, sont des biens nationaux. Alors qu'il se trouve en Allemagne, son épouse est déléguée pour cette transaction qui se fait à hauteur de trois-cent-vingt-cinq-mille francs sachant que cent-mille francs supplémentaires sont envisagés pour restaurer l'ensemble après le séjour ottoman. Effectivement depuis Paris le 3 mars 1809 Davout écrit à l’Empereur que les quatre-vingt-mille francs déjà engagés pour remettre en état l’hôtel de Monaco sont insuffisants.
Après le 15 août 1809 ce nouveau prince de l'Empire est autorisé à porter sur sa porte cochère : Hôtel du prince d'Eckmühl.
Antérieurement le 3 mars 1809 Davout demande à l’Empereur d'évaluer le petit hôtel de Monaco (hôtel de Valentinois), alors occupé par l’ordonnateur de la 1re division militaire. Il l'achète soixante-mille ffrancs le 31 octobre 1809,. En février 1811 un courrier adressé à sa femme, Aimée Leclerc, indique : « le Maréchal m'a dit que ton hôtel était entièrement fini, il m'a paru bien satisfait de la manière dont il était meublé […] ».
L'acquisition des biens concrétise les récompenses de Napoléon. Celui-ci en contrepartie exige que les dignitaires  paraissent avec faste. Mme Davout bien que peu mondaine, et dont le mari est éloigné par les obligations militaires, n'échappe pas à la règle. Ainsi, malgré la situation financière imparfaite du couple, elle doit donner seule sur ordre de Napoléon un bal en février 1812. Elle-même rappelle l'existence d'« un détachement de cavalerie commandé par un officier qui escortait le maréchal à ses sorties, car l’Empereur se plaisait à relever le prestige de sa couronne par celui de ses maréchaux. ».
Pour le congrès de Vienne, le Maréchal estime le 6 février 1815 l’hôtel. Il est prêt à prouver la dépense de un million sept-cent-mille francs pour sa restauration. En cas de vente, à l’ambassade d’Autriche par exemple, il en demande un million cinq-cent-mille francs ou en cas de location meublée, de neuf ou dix ans, quatre-vingts à cent-mille francs par an. En réalité la situation financière du Prince ne cesse de se dégrader. Sous la seconde Restauration son exil de Paris – pour avoir témoigné en faveur du maréchal Ney –  est prononcé le 27 décembre 1815, il est aussi « privé de son traitement de Maréchal ». La correspondance qu’il entretient avec son épouse montre un patrimoine qui se dégrade. Elle vend une partie de sa vaisselle en argent. L’hôtel est à la vente ou à la location sans que l’affaire ne soit conclue. La porcelaine et l’argenterie du Prince sont vendues à la ville. Puis la ruine s’annonce quand l’empereur d’Autriche réclame des arriérés. La fin de cet exil à Louviers puis dans sa propriété de Savigny permet le retour à Paris fin 1816. Le train de vie – personnel de maison, remises et écuries – à l’hôtel n’a plus l’éclat des grandeurs de l’Empire. Ainsi le Maréchal, devenu pair de France le 5 mai 1819, se fait ouvrir la portière par son cocher faute de valet de pied. Mais les décors restent luxueux avec des meubles commandés à l’ébéniste Jacob, des tapisseries d’Aubusson, des primitifs flamands ou des tableaux des écoles italiennes.
En 1817, le Maréchal et son épouse n'habitent plus le bien mais un hôtel au 107 de la rue Saint-Dominique où il meurt le 1er juin 1823. Sa veuve partage son temps entre Savigny et un hôtel construit dans le jardin, en 1824, par l'architecte Petit avec porte-cochère sur la rue d'Austerlitz. Elle meurt à Paris le 17 décembre 1868.
Dès 1817 l’hôtel est loué au prince Paul de Wurtemberg qui s'acquitte de cent mille francs pour trois ans.L’inventaire indique que l'hôtel est loué meublé. En 1819 le marquis de Marialva, ambassadeur du Portugal l'occupe. Puis se succèdent le comte de Wicklow et le duc de Hamilton. En novembre 1824, Lord Granville Leveson-Gower nommé ambassadeur du Royaume-Uni y séjourne moyennant un loyer de sept mille cinq-cent francs par mois,,. Alors qu’il attend un an la restauration de sa résidence définitive, sa femme, Lady Harriet Cavendish trouve l'intérieur froid et l'extérieur sombre.
En 1823, Pierre Colmant de Paradis loue le petit hôtel et fait rebâtir l'écurie écroulée sous la Révolution. Puis la duchesse d'Albufera l'achète à la mort de la princesse d'Eckmühl et le lègue à sa petite fille la duchesse de Feltre.

#### Ambassade de l'empire d'Autriche

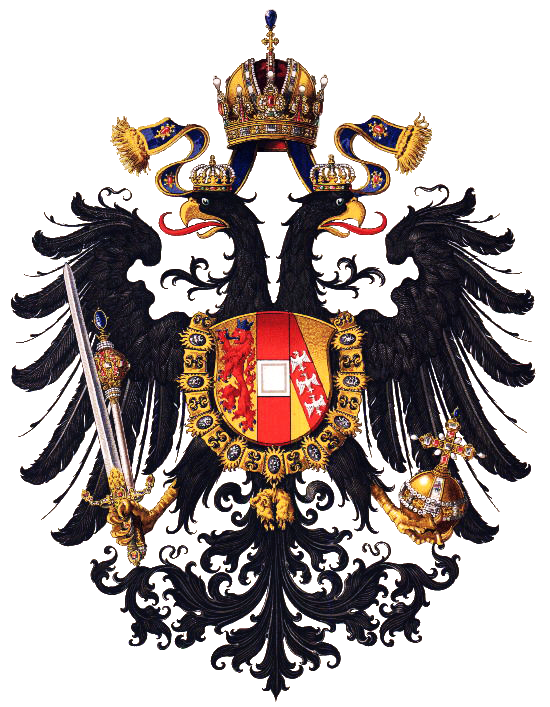
Armoiries de l'empire d'Autriche.

En mars 1826, l'ambassade de l'empire d'Autriche s'y tient moyennant un loyer de soixante-mille francs par an. Le comte Antoine Apponyi, ambassadeur, y donne des fêtes grandioses que seule, sur la place de Paris, soutient l'ambassade du Royaume-Uni. D'ailleurs la comtesse de Granville écrit que sans l'une ou l'autre il ne pourrait pas y avoir de faire-valoir mondain. Ainsi il valorise la puissance de l'Autriche et tous constatent qu'« on reçoit énormément à l'ambassade, ouverte tous les soirs, […] déjeuners dansants, bals et raouts s'y succèdent. Les grands concerts ont lieu tous les quinze jours et pas seulement sur invitation […]. Le répertoire choral est à l'honneur dans les concerts hebdomadaires qui rassemblent dames et messieurs du grand monde. ».
Effectivement, dans cet hôtel, la comtesse Thérèse Apponyi introduit à Paris, la mode des « bals du matin ». D’origine viennoise, ils commencent à midi et se terminent en fin de soirée. En milieu d’après-midi, lors d’une interruption des danses, un déjeuner est servi en plein air et vers dix-sept heures il s'agit d'un chocolat. Les préoccupations de ces élégantes mondaines  est de savoir comment paraitre : la robe doit être habillée mais le décolleté en milieu d‘après-midi pose problème et la chevelure tressée de fleurs s’accommode mal de chapeau.
Le lieu se prête aux raouts et les mardis de septembre à décembre, puis une fois sur deux pour partager ce jour avec Pozo di Borgo, ambassadeur de Russie, les Apponyi reçoivent. Lors de ces cocktails du soir les invités grignotent, dansent, bavardent, jouent, écoutent de la musique… Leur nombre est variable et peut atteindre quatre-cents voire huit-cents personnes.
Les bals de la maison sont réputés. La valse qui paraît enlacer cavalier et cavalière n’est autorisée qu’aux femmes mariées. Rodolphe Apponyi, très mondain, se consacre à la préparation longue et intense des quadrilles. Surtout « le cotillon a été introduit aux bals de la cour en 1827 par Rodolphe Apponyi ». Lors des clôtures de bal les danseurs doivent mimer les situations spirituelles proposées. Le nombre des figures exécutées au cours d'un cotillon est innombrable. Ce grand organisateur de fêtes mène, non sans quelque satisfaction, ces cotillons jugés autrefois indécents.
Les artistes tels que Frédéric Chopin, Rossini, Liszt, Friedrich Kalkbrenner, ou Thalberg fréquentent très volontiers ce salon musical considéré à son époque comme le premier de Paris. En 1836, Chopin dédicace à son élève, la femme de l'ambassadeur aussi surnommée la « divine Thérèse », ses deux Nocturnes, opus 27.
Une première mise en vente de l'hôtel s'annonce le 25 juin 1836 dans le cadre du partage de l'héritage mais elle semble annulée. Puis le bail prend fin le 1er juin 1838 et les bureaux de l'ambassade sont momentanément transférés rue de Lille,.

## Habitants du nouvel hôtel

### Commanditaire

#### William Williams-Hope
Le 10 février 1838, l'hôtel de Monaco, l'hôtel de Valentinois et le couvent de Sainte-Valère sont adjugés. William Williams-Hope les achète sept-cent-vingt-mille francs, puis il acquiert, le 21 juillet 1838, les maisons situées le long du jardin à la suite du couvent de Sainte-Valère. Son souhait est de construire sur ces propriétés un nouvel hôtel.
William Williams-Hope nait en 1802. Il est le fils de John Williams-Hope, banquier anglais de la banque Hope et Cie d'Amsterdam décédé en 1813. Sa fortune est considérable. À « l’héritage déjà si opulent de son père » s’adjoint en 1823, de façon moindre, une « succession dont l’importance dépassait sept ou huit millions ». « Il possédait, en outre, une habitation princière en Angleterre et de nombreuses fermes dans le Yorkshire, un château près de Saint-Germain, au Mesnil ». En 1848, Louis Philippe lui accorde la nationalité française. Mais, en raison de la révolution de 1848 il décide de déménager les meubles et les œuvres d'art les plus précieux dans sa propriété anglaise. Finalement il revient à Paris. Il « fit construire […] un fourneau en brique […] et fit fondre toute son argenterie. Les lingots, portés à la Monnaie, servir à frapper des pièces de cinq francs […] et les fourgons de la Banque rapportèrent à l'hôtel de la rue Saint-Dominique sept-cent-mille francs en pièces  à l'effigie de la République. ».
Ce personnage, connu pour ses aventures féminines est capable de dépenser trois mille francs pour envoyer chercher des violettes qui décorent une table de dîner en plein mois de janvier. Il peut également s’avérer cruel et abattre de sa main un cheval qui lui déplait.
Les fêtes de cet hôte célibataire, appartiennent à la chronique mondaine parisienne dès 1827. Ainsi le maréchal Castellane décrit dans ses mémoires « sa trop petite maison de la rue Neuve-des-Mathurins, meublée avec une magnificence extraordinaire et un goût parfait. Il y avait dans les damas des salons des franges d’or à torsades, de quoi fournir en épaulettes tous les officiers supérieurs de l’armée française. ». Dix ans plus tard ses bals sont toujours aussi réputés et La Mode décrit tant l’apparat des invités que celui du cadre qui les accueille (décoration des salons, serres chauffées, etc. ). Cet excentrique, selon l’humeur, décide d’inviter l’un et non l’autre sachant que « tous n’en briguaient pas moins la faveur d’assister à ses fêtes » puis, pour ne pas essuyer de refus, il n’ouvre pas les lettres de réponse…
La presse mondaine suit avec attention ses faits et gestes et La Sylphide indique que « le faubourg Saint-Germain est en rumeur et il n'est bruit que de l'installation prochaine du Crésus dans le vénérable faubourg ». Selon Paul Jarry, qui amène quelques corrections, on lit dans Le Moniteur universel du 17 août 1841 : « Les ouvriers terminent en ce moment le palais que fait construire (aménager seulement) M. Hoppe (sic)… La magnificence de ce palais, construit de fond en comble d'un seul jet (?), de ses appartements, de ses écuries, est sans égale à Paris. On dit que M. Hoppe a dépensé environ quinze millions de francs (huit, en réalité), tant à faire cette construction qu'à meubler les galeries et les appartements en meubles et ouvrages d'art du plus grand prix ». Ces écrits sont repris dans le Journal de Toulouse.
Le 25 avril 1842, le faste du bal donné pour l’inauguration dépasse tout entendement. Les invités sont accueillis par trois Suisses en livrées écarlates, coiffés d’un bicorne à franges d’or, avec hallebarde à la main. Ils gravissent, entre des candélabres en bronze, un grand escalier de marbre. Déroulé sur celui-ci se trouve un tapis turc. Ils découvrent alors dans le grand salon des murs et les tentures copiés sur ceux de Louis XIV à Versailles. Dans les boiseries se trouvent des toiles de maitres. Cinq ans plus tard cette demeure, toujours qualifiée de « palais » et non d’« hôtel », est décrite avec admiration. « Il n’existe peut-être pas dans toute l’Europe un particulier qui possède un palais aussi grandiose : tout y est véritablement royal. ». Le 15 mai 1842, à son tour la duchesse de Dino rapporte qu'« il n'est question, à Paris, que de la prodigieuse magnificence de la maison Hope, et des fêtes qu'on y donne. Les salons de Versailles, du Versailles de Louis XIV, pas moins que cela! ». La dimension des pièces, la décoration, les tentures, les marbres, le porphyre, l’ameublement précieux laissent effectivement rêveur. Toutefois M. Hope entretient un certain mystère autour de sa demeure et ne donne que cinq ou six bals pour lesquels il dépense plus de cent-mille francs par invité.
Ceci explique en partie, la raison pour laquelle tant de visiteurs curieux se pressent sur les lieux après son décès survenu le 21 janvier 1855 dans cet hôtel. Le bénéficiaire de la cette succession est un ami, Vinus Hodgkinson Crosby rentier de Douvres, qui l'accepte sous bénéfice d'inventaire. Il vend l'ensemble des biens. En mai 1855, l’argenterie, les collections de livres, tableaux, estampes, pastels, caricatures et le mobilier sont dispersés au cours d’une vente aux enchères publiques à l'hôtel Monaco qui dure un mois et demi,,. Les meubles rapportent à eux seuls plus de neuf-cent-cinquante-huit-mille francs. Puis vient le tour de la propriété et de l’hôtel proprement dit. En fait une seconde vente trois ans plus tard, le 11 mai 1858, concerne toujours les collections de William Williams-Hope.

### Occupants

#### Baron Achille Seillière
L’hôtel est mis en vente le 19 juillet 1855 trois millions de francs puis un million huit-cent-mille francs mais il ne trouve pas preneur. Ce n’est qu’après une surenchère de cinquante francs sur un million deux-cent-mille francs qu’il est adjugé à un autre banquier, le baron Achille Seillière et à sa femme, et cousine germaine, Camille Zoé Bordères-Seillière. Or la démolition de l’édifice (pierres, marbre, glaces, parquet en mosaïque) et la vente du terrain aurait rapporté quatre millions de francs.
Cette haute personnalité de la finance du XIXe siècle collectionne aussi de nombreuses antiquités – orfèvreries, faïences, émaux, bronzes, meubles, tableaux, manuscrits. Il se porte acquéreur d’une partie des biens de son prédécesseur lors des deux ventes aux enchères. L'un de ses achats les plus commentés est celui du cabinet du prince Soltykoff. Dans le cas présent, pour s'assurer de la possession des pièces auxquelles il tient, il acquiert avant les enchères toute la collection en sous main. Ultérieurement il revend les éléments qui l'intéressent moins.
Il place une partie de sa collection rue Saint-Dominique. Ainsi en 1866 il met un bas-relief en marbre blanc attribué à Donatello dans une des antichambres – Vierge, vue à mi-corps, assise et portant sur les genoux l'Enfant Jésus. Se trouve dans le salon qui précède la salle de bal l'Ancien Testament : le jugement de Salomon – tapisserie réalisée par Jacques Neilson d'après une composition de d'Antoine Coypei. Il accroche également le tableau de Karel Dujardin, Tobie et l'Ange. Ces éléments ne sont qu'une infime partie d'une fabuleuse collection qui brille tant par son importance que par sa qualité.
Le 2 septembre 1858, sa fille, Jeanne, en se marie à Boson de Talleyrand-Périgord, prince de Sagan. Celui-ci est l'arrière-petit-neveu du grand Talleyrand et le petit-fils de la duchesse de Dino. Cette roturière devient ainsi princesse consort de Sagan,.
Les 19 et 20 mai 1862, le manège construit par William Hope, auquel on accède par la rue d’Austerlitz, est en partie transformé en scène de théâtre et en salle de spectacle.
À l’initiative du comte Léon de Béthune, le Tout-Paris y assiste à une représentation d’Henri III et sa cour d’Alexandre Dumas. Cette pièce est donnée au profit de l’Œuvre de la Société des amis de l’enfance. Le comte de Mornay assure la mise en scène. Des acteurs amateurs, qui font partie de la haute aristocratie, créent ainsi une comédie de société, genre prisé sous le second Empire.
Le marquis de Mornay, neveu du comte, pour tenir le rôle d'Henri III revêt un costume de seigneur de la fin du XVIe siècle comme il sied à la cour des Valois. Mme Abeille représente Catherine de Médicis non seulement avec brio mais dans une tenue qualifiée d’éblouissante et exacte. La comtesse Edmond de Pourtalès, qui fait également son entrée dans le monde, charme toute l’assistance en dame d’atour par sa beauté et son costume renaissance. Bien d'autres sont présents sur les planches et tous rencontrent un vif succès tant du fait de leur interprétation que de leur costume de scène. Pour le parterre, non moins bien né, la représentation reste mémorable,,.
En mai 1864, la presse mondaine relate un bal remarquable dans ce cadre somptueux – de façon inhabituelle la réception se fait au premier étage – et dont les toilettes, toutes inédites, s'accompagnent bien souvent de coiffures et de garnitures en fleurs naturelles.
Le baron Achille Seillière meurt dans son hôtel le 14 mai 1873,

#### Princesse de Sagan
À la mort de son père, la princesse de Sagan hérite de l'hôtel et des meubles, tableaux, objets d’art, curiosités et argenterie qui s'y trouvent.
Modèle d'élégance du faubourg Saint-Honoré, elle n’a cependant pas la réputation d’être jolie. Ses contemporains rappellent que « si la régularité fait défaut au dessin du profil, si le nez busqué ou l'arc recourbé des lèvres manquent de correction, si les épaules, taillées dans la pâte de Sèvres plutôt que dans le marbre, n'ont pas l'ampleur de la statuaire et s'il est vrai que les bras ne sauraient remplacer peut-être ceux qu'a perdus la plus admirable des Vénus[…] », ils précisent qu’« elle porte admirablement la toilette, car elle habille ce qu'elle porte[…] ». Elle s’est fait teindre en blonde. Cette grande mondaine est renommée pour ses réceptions. Des invités prestigieux y sont conviés que ce soit le Roi de Grèce, les princes d'Orléans  ou d'autres de la très haute société. Selon Sillery le prince de Galles, plusieurs fois son hôte, la décrit comme « une femme qui sait recevoir ». Ses réceptions les plus fastueuses ont lieu à l’hôtel de Monaco.
Une fois par an, au printemps, un grand bal où sont sélectionnées mille-cinq-cents à  deux-mille personnes est donné. La décoration intérieure est repensée pour ces occasions. Les invités admirent toujours l’escalier d’honneur en marbre entouré de balustres. Exceptionnellement la Princesse le descend pour accueillir, suivant l'étiquette, une personnalité de marque. Il conduit à un salon or et pourpre agrémenté de la statue en marbre d’une nymphe où l'hôtesse les accueille. Puis vient le salon de style Louis XV tendu de brocarts à fond blanc aux motifs faits de branches rose clair, nouées par des rubans contournés bleu ciel. Lui succède le salon des quatre tapisseries des Gobelins : L’Enlèvement d’Europe, Le Sacrifice à Cérès, Europe et Neptune. Le plafond de la salle de bal est orné des peintures d’Oudry.
Ainsi le 29 mai 1880 se tient un bal costumé vénitien. La Princesse accueille ses invités en Esther triomphante, « sur ses cheveux d’or florentin, tressés de perles, s’élève l’aigrette noire diamantée et la petite coiffure d’étoffe orientale dont van Loo a coiffé Mme de Pompadour [...] ses jolis pieds sont chaussés de babouches à talons couvertes d’or et de perles. Sa jambe est serrée par un pantalon de satin cerise brodé d’or. La traîne en velours mousse, couverte de broderies bleu pâle et argent s’allonge sous une sorte de redingote ouverte à la persane, en satin bleu très pâle, brodée d’argent. Un négrillon porte la queue de la robe ». Elle « tenait à la main un éventail de plumes d'autruche avec miroir central, tel qu'on les fait en Perse ». Les seuls diamants  de la coiffure sont évalués à un million de francs. Le thème permet à cette très haute aristocratie des toilettes et des costumes splendides rapportés par écrit et croqués par la presse.
Le 10 juin 1884, a lieu le bal costumé des paysans. Les invités sont reçus dans le jardin de la propriété. Au milieu les ifs se mêlent lumières électriques et lanternes. Selon le thème, les tenues sont champêtres. Les convives répartis, à l’abri d’éventuelles intempéries, dans la serre et les salons du rez-de-chaussée s’assoient sur des bancs. Puis ils  applaudissent non pas un quadrille mais une bourrée réglée par la comtesse de Montgommery. Enfin ces danseurs se livrent à une farandole avant de souper. Le décor bucolique est inhabituel. Ce choix de la maitresse de maison fait écrire aux chroniqueurs qu’« après Versailles, il lui a plu de ressusciter Trianon ».
Le 1er juin 1885, le bal des bêtes est donné. Il reste fameux pour les contemporains qui revêtent les tenues les plus étonnantes. Derrière les masques se cachent de nombreux animaux à poils ou à plumes décrit par M. de Buffon cité dans les cartons d’invitation. Ainsi se rencontrent  cigales, abeilles, pélicans, tigresses, hiboux, oiseaux bleus, chauves-souris, chattes, insectes, et bien d’autres bêtes à quatre pattes ou à corne… Les invités sont répartis en trois tables pour se restaurer avant d’assister à un spectacle. Une meute tenue en laisse par des domestiques vêtus de rouge entre. Dix abeilles, tel un essaim, s’échappent d’un décor en forme de ruche d’or auquel se joignent dix frelons. Ils exécutent un quadrille emmené par l’orchestre de M. Desgranges et réglé par M. Petitpas, de l'Opéra. Enfin arrive le moment de danser,.
Cependant certains ouvrent une polémique dans la presse. Ils jugent indécent que des membres de l’aristocratie française y participent deux jours seulement après les obsèques de Victor Hugo. Et ils déplorent l'absence de tenue des participants , ainsi « le peuple français, en 1885, se représente sa noblesse des ducs et des marquises vêtus en mascarade et se criant « Oh ! C'te dinde – Hou ! Hou ! » ».
La Princesse meurt, après une maladie chronique, le 12 octobre 1905.
Après ce décès, son conjoint, alors sous la tutelle de son second fils, n'occupe que les deux plus petites pièces de l'hôtel.

#### Jacques Seligmann & Company

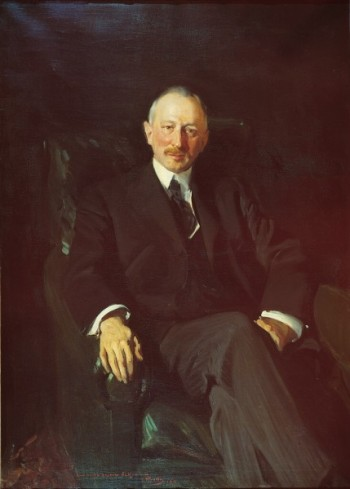
Jacques Seligmann peint par Joaquín Sorolla y Bastida (1913).

Le 4 août 1908, Jacques Seligmann, antiquaire, l'achète au duc de Valençay, second fils du prince de Sagan, un million quatre-cent-cinq-mille francs.
Cet achat se fait presque à l’insu des siens et de ses associés. Jamais il ne réside dans l’hôtel qui reste un lieu de présentation prestigieux pour sa clientèle nord-américaine la plus fortunée. Il fait inscrire sur les entêtes de sa correspondance et en lettres capitales sur les porches des rues Saint-Dominique et de Constantine la mention : ancien hôtel Sagan ,. Désormais Jacques Seligmann & Company, qui détient aussi une galerie à New-York, y installe son siège social et réserve la place Vendôme aux affaires plus courantes.
Jacques Seligmann est un autodidacte. Émigré allemand, et arrivé en France en 1874, il travaille dès l’âge de seize ans à l’hôtel Drouot pour Paul Chevallier commissaire-priseur puis pour Charles Mannheim expert d’art médiéval. Six ans plus tard, ayant ouvert son propre commerce, le baron Edmond de Rothschild est l’un de ses premiers clients. Il n’est pas le seul et sa clientèle comprend la famille Stroganoff, des collectionneurs anglais et américains fort avisés et fortunés.
Germain Seligmann, fils de Jacques, a seize ans lors de l’acquisition de l’hôtel de Monaco. Bien qu’il le présente comme « one of the most sumptuous old houses in Paris » avec notamment son escalier de marbre, il juge initialement l’intérieur sombre et oppressant. Une fois le goût, qu'il estime ostentatoire, de William Williams-Hope masqué au sol par des tapis bleus et or de la manufacture de la Savonnerie, des candélabres en cristal suspendus, les murs et les plafonds en partie cachés par des tentures neutres et enfin le jardin réaménagé tout le faste de l’hôtel apparait. Il le désigne alors comme « the palais of Sagan ».
Est également adjoint, pour les expositions qui requièrent une grande surface, un bâtiment du XVIIIe siècle au fond du jardin qui donne rue de Talleyrand.
Selon Germain Seligmann, un correspondant de presse américain décrit avec enthousiasme l'endroit comme « rivaling some of the world's museums ».
De façon innovante, sept ou huit pièces de l'hôtel mettent en valeur chacune seule une œuvre maitresse – peinture, sculpture, tapisserie ou objet précieux. Si aucune n'intéresse les amateurs, ceux-ci sont confortablement installés ailleurs et d'autres réalisations sont présentées,.
En 1913, le peintre espagnol Sorolla y est hébergé plusieurs mois. C’est lors de ce séjour qu’il réalise notamment le portrait de son hôte,.
En juin 1914, l’hôtel est le siège d’une exposition et vente extraordinaire. Jacques Seligmann achète comptant, deux millions de dollars, sans aucun emprunt ou montage financier la totalité de la collection Richard Wallace. L’héritière soutient un procès délicat avec des scellés sur l'immeuble de la rue Laffite qui recèle le trésor. Il accepte, sans voir les objets, cette transaction qui illustre son intuition. Les seuls éléments d’appréciation sont la qualité des pièces déjà exposées par Richard Wallace, une liste succincte sans descriptif – une statuette en marbre peut désigner un chérubin de Bouchardon –, et la nature de la collection de l’hôtel d’Hertford à Londres. Des collectionneurs, de toute l’Europe, d’Amérique du Nord et du Sud, viennent admirer et acheter les œuvres. Cette présentation est l’une des dernières du monde de l’art à Paris avant plusieurs années.

#### Croix-Rouge
Durant la grande guerre les galeries d’art ferment et la Croix-Rouge se tient dans l’hôtel de la mi-septembre 1914 à 1918.
Dans la cour bien ordonnée, toutes sortes de véhicules circulent, des constructions en bois sont érigées, dans le bâtiment une centaine de femmes travaillent à la confection et à la fabrique de bandages pour blessés. À la fin du conflit les éléments en bois qui sont temporaires sont détruits et les lieux reprennent leur aspect initial.

#### Jacques Seligmann et Fils
Germain Seligmann situe la date de l’achat de l’hôtel comme celle de son initiation au commerce de l’art. Cet apprentissage se fait au contact de son père avec qui il rencontre de très grands collectionneurs. La fréquentation de ce monde l’amène à distinguer les amateurs et les marchands. De retour de son incorporation l’entreprise familiale porte le nom de Jacques Seligmann et Fils puisqu’il en devient l’un des associés.
Jacques Seligmann, qu'« un amateur des plus compétents […] qualifia naguère de « Napoléon de la brocante » » meurt subitement le 30 octobre 1923 à Paris à l'âge de soixante-trois ans.
Germain Seligmann dirige alors la maison.
La crise de 1929 n’affecte pas autant le marché de l’art en Europe qu’aux États-Unis. L’activité se poursuit donc.
L’exposition des dessins de Fragonard, organisée à l'hôtel de Monaco, du 9 au 30 mai 1931 rassemble une œuvre dont certains éléments ne sont plus vus en France depuis leur sortie du territoire au XVIIIe siècle. Pour cette occasion l’Albertina de Vienne fait parvenir sa collection. Cette exposition au profit de la Fondation de la maison de santé du gardien de la Paix est inaugurée par le président de la République Gaston Doumergue. Il s’agit de l'une des plus fameuses de cette période.
Vers le milieu des années 1930, le bâtiment parait trop important et moins adapté aux transactions. Le contexte politique et économique est incertain. L'ensemble incite à transférer le lieu d'exposition donc le siège social rue de la Paix dans l'autre galerie parisienne de taille alors suffisante.

#### Ambassade de Pologne

Blason de la République de Pologne.

En 1935, Germain Seligmann trouve donc le lieu inadapté pour ses affaires et souhaite le vendre. Il se trouve que l'ambassade de la République de Pologne, doit libérer le no 12 de l'avenue de Tokio pour l'exposition universelle de 1937 – il s’agit d’y construire le Palais des Musées d'art moderne.
Les Polonais indiquent à l’État français que l'hôtel de Monaco est la seule contrepartie possible. Toutefois depuis le XVIIIe siècle, la vue et la luminosité sont garanties sur le terrain qui accède au corps du bâtiment principal. L’État français achète l'ensemble le 9 novembre 1935 six millions six-cent-mille francs puis l'échange, après son aménagement et celui du jardin par l'exposition. Dans cette opération, la ténacité de la comtesse Helena Chlapowska, épouse de l’ambassadeur, est notable, dit-on.
Les hasards de l’Histoire donnent à l’ambassade polonaise l’ex-hôtel de la princesse de Sagan dont le titre est attaché à celui de l'un des duchés de Pologne.
Edouard Crevel, architecte de la Ville de Paris, et Stéphane Dessauer, architecte du gouvernement polonais, en assurant la restauration changent peu les lieux.
Côté cour, une grille remplace la porte cochère. La construction de la loge du gardien rend mitoyen un mur de séparation avec l'hôtel du duc d'Albufera. Côté jardin, les locaux de l'ambassade rue de Talleyrand communiquent avec l'hôtel et une terrasse avec un escalier dans le type vénitien est installée.
Fin janvier 1936, la femme de l'ambassadeur annonce que  les réceptions se tiennent à l'avenir rue Saint-Dominique sachant que l'hôtel de Monaco doit être prêt le 28 février 1936.
L'inauguration officielle a lieu le 3 mai 1936. Le président de la République française, Albert Lebrun, et son épouse y sont invités le 5 juillet 1936.
Celui-ci continue à se charger d’Histoire.
En un mois, l'Allemagne envahit la Pologne et l'occupe. Les autorités, d'abord en fuite, sont finalement assignées à résidence en Roumanie. Selon la constitution polonaise, Władysław Raczkiewicz, alors en exil, est immédiatement désigné Président de la République de Pologne. Le 30 septembre 139, il prête serment dans cet hôtel. Il reste jusqu'au 2 décembre 1939 à Paris avant de s'installer au château de Pignerolle (Angers) où le gouvernement qu’il a désigné, conduit par le général Władysław Sikorski, le précède d'une semaine. Puis, le 17 juin 1940, il gagne Londres.

Drapeau du troisième Reich.

Pendant l’Occupation, l’ambassadeur d’Allemagne, Otto Abetz, crée l’Institut allemand qu'il installe dans l'hôtel. Il l'inaugure le 1er septembre 1940. La direction revient à Karl Epting.
Le lieu est alors le siège de la collaboration culturelle promulguée par les Allemands. Et « tandis que la Propaganda-Abteilung consacrait l’essentiel de son temps à la propagande et à la censure, l’ambassade et l’Institut s’employaient à séduire les personnalités les plus marquantes de la culture française ».
Ainsi en juin 1941 Jacques Chardonne, indique qu’il « acceptai volontiers d’aller à l’hôtel Sagan où j’étais convié à entendre un concert ». Il mentionne le hall, l'escalier de marbre et les décors de la salle des fêtes. Ce jour il y rencontre aussi Jean-Louis Vaudoyer. Toujours invité avec des Allemands et des Français, il côtoie aussi Montherlant et Fabre-Luce.

Drapeau de la République de Pologne avec ses armoiries.

À la fin des hostilités, la Pologne retrouve son bien et le 10 novembre 1944, Daniel Zdrojewski préside une prise d'armes de résistants polonais de la Polska Organizacja Walki o Niepodległość (POWN), dans la cour de l'ambassade|date=25 janvier 2016.
De 1949 à 1954, en raison de la guerre froide, il n’y a pas d’ambassadeur de Pologne. L’ambassade est uniquement gérée par un chargé d’affaires.
En 1950, Czesław Miłosz, qui obtient le prix Nobel de littérature trente ans plus tard, est attaché culturel de l’ambassade pendant moins d’un an avant de récuser le communisme polonais et de s’exiler aux États-Unis.
En décembre 1981, le gouvernement polonais est opposé à Solidarność. Les manifestants solidaires du mouvement ne voient que les rideaux tirés de l’ambassade.
Ceci n’éclipse en rien les commémorations du 3 mai – en 1791 est promulguée la première constitution polonaise – et du 11 novembre – en 1918 le retrait des troupes allemandes entraine l'avènement de la seconde République. Alors, sous l’égide d’un cérémonial militaire, les représentants de la Pologne, de l’État français et de la communauté polonaise se réunissent et fêtent ces évènements.
Cet hôtel reste un lieu de représentation avec ses grands salons d’apparat au premier étage. La salle à manger du rez-de-chaussée est réservée aux diners plus intimes de moins de vingt personnes. Tout ceci ne laisse pas de côté la dimension artistique et, en 2010, le bicentenaire de la naissance de Frédéric Chopin y est célébré. Il continue à recevoir des hôtes prestigieux. Ainsi, de façon particulière, le 4 juin 2013, Albert II, prince de Monaco, et son épouse la princesse Charlène de Monaco y inaugurent le jardin des roses où l’une d’entre elles porte leur nom.